# Современник (журнал, 1911—1915)
«Современник» — ежемесячный журнал «литературы, политики, науки, истории, искусства и общественной жизни», издававшийся в 1911—1915 годах в Санкт-Петербурге. С 1914 года выходил 2 раза в месяц. Фактическим редактором был А. В. Амфитеатров, с 1913 — Н. Суханов (Н. Н. Гиммер).
Сам Амфитеатров  3  октября  1910  г. так описывал Горькому концепцию журнала:
«…с 1 января 1911 г. будет в городе С.-Петербурге выходить ежемесячный литературно-политический журнал «Современник» с сатирическим отделом в нем «Сверчок»: как видите, претензия на пушкинские традиции.
Журнал этот будет морально мой и руководиться будет мною…

Общеходовых, затрепанных, модернистских и т. п. имен не будет ни одного. За модой гнаться — ни в коем случае. Словом, ни Потаненки в прошлом, ни Потемкина, ни даже Макса Волошина в настоящем. Журнал будет ровный, твердый, социалистический, ясный, внепартийный. Словом, буду вести, поскольку смогу, политически — «Красное знамя» — без антицаризма открытого, литературно — утверждение хороших русских традиций реализма в художественном и словесном творчестве. В общественном отделе буду сам много работать, уповаю на Герм. Ал. {Лопатина}.»